# John Penrose Barron
John Penrose Barron (* 27. April 1934 in Morley, West Yorkshire; † 16. August 2008 in London) war ein britischer Gräzist, Klassischer Archäologe, Numismatiker und Epigraphiker sowie Master des St Peter’s College in Oxford.

## Leben
Barron war das einzige Kind von George Barron, dem Head of Mathematics an der Morley Grammar School, und (Minnie) Leslie, geborene Marks, der Tochter eines Bauunternehmers, die aus einer alteingesessenen Familie aus Cornwall stammte. Daher verbrachte Barron die Sommerferien seiner Kindheit regelmäßig und gern in St Just in Penwith.
Nach dem Besuch der Wakefield Grammar School und des Clifton College in Bristol studierte Barron von 1953 an Literae humaniores am Balliol College  in Oxford und erwarb 1957 einen First Class B.A. Seine Tutoren waren Kenneth Dover, Gordon Williams und Russell Meiggs. 1961 wurde er mit einer Dissertation über die frühe Geschichte von Samos bei Antony Andrewes promoviert.
Von 1959 bis 1961 hatte Barron eine Stelle als Assistant Lecturer für Latein am Bedford College in London, inne, von 1961 bis 1964 in gleicher Funktion als Lecturer. Von 1964 bis 1967 war er als Lecturer in Archaeology am University College London tätig, von 1967 bis 1971 als Reader in Archaeology and Numismatics. 1968 wurde er zum Fellow der Society of Antiquaries of London gewählt.
1971 wurde er Professor of Greek Language and Literature am King’s College London, eine Stellung, die er bis 1991 innehatte. Dort war er von 1972 bis 1984 Head of the Classics Department und von 1976 bis 1980 Dean of the Faculty of Arts. Von 1984 bis 1991 war er zugleich Director des Institute of Classical Studies der London University. Von 1987 bis 1989 war er Pro-Vice-Chancellor, von 1989 bis 1991 Dean of the University of London Institute of Advanced Studies und 1989 bis 1993 Mitglied des Universities Funding Council unter den konservativen Regierungen der Premierminister Margaret Thatcher und John Major. Als dessen Mitglied erstellte er den nach ihm benannten Barron Report, in dem er vorschlug, die universitären Classics departments zu wenigeren, jedoch stärkeren Einheiten zusammenzulegen. Mit diesem Vorschlag, der auch Schließungen zur Folge hatte, erregte er jedoch viel Widerstand. Er gehörte allerdings auch zu den entscheidenden Kräften bei der Einrichtung des Institute for Advanced Study im Senate House, der jetzigen School of Advanced Study. 1989 wurde er zum ordentlichen Mitglied der Academia Europaea gewählt.
1991 wurde er zum Master des St Peter’s College in Oxford, ernannt, eine Funktion, die er bis zum Ruhestand 2003 ausübte. Zum Abschied wurde er zum Honorary Fellow des St Peter’s College ernannt. Von Oxford 1997 bis 2000 gehörte er auch dem Oxford colleges’ admissions committee an und drängte darauf, ein weiteres Spektrum an Bewerbern anzuziehen. Barron hatte damit Schlüsselpositionen während der Transformation des britischen Universitätssystems in den 1980er und 1990er Jahren inne.
Nach seiner Emeritierung nahm er noch verschiedene Aufgaben wahr, unter anderem die des Vorsitzenden des Lambeth Palace Library Committee. Er gehörte zu den Organisatoren einer Ausstellung der Sammlung griechischer Handschriften in der Lambeth Palace Library aus Anlass des 21. Internationalen Byzantinistenkongresses vom 22. bis 23. August 2006 in London. Er blieb dem King’s College London und der School of Advanced Study als visiting professor beziehungsweise senior research fellow verbunden.
Barron war überzeugter Anglikaner. Von ihm stammt ein Führer zu den Kirchen der City of London. Seine letzten Publikationen galten der allerersten Institution höherer Bildung in Oxford, dem Gelehrtenhaus in der St George’s Collegiate Church im Oxford Castle, das 1074 gegründet worden war.
Barron war seit 1962 mit Caroline Hogarth (* 1940) verheiratet, einer Enkelin des Archäologen David George Hogarth. Unter dem Namen Caroline Barron gehörte sie als Professorin am Royal Holloway College zu den führenden Historikern des mittelalterlichen London. Sie hatten zwei Töchter, Catherine (Katie) und Helen. Barron ist in St Just in Penwith bestattet.

## Forschungsschwerpunkte
Forschungsschwerpunkte waren die frühgriechische Literatur (insbesondere Ibykos) und Geschichte sowie die Klassische Archäologie (eine wiederholt nachgedruckte Einführung in die griechische Skulptur ist ihm zu verdanken) und Numismatik, insbesondere der Insel Samos.

## Schriften (Auswahl)
Monographien
- The history of Samos to 439 B.C. D. Phil. thesis, University of Oxford, 1961. – Oxford University Research Archive: Abstract.
- Introduction to Greek Sculpture. Athlone Press, London 1965; extended, revised and up-dated version 1981; Nachdruck Schocken Books, 1984. – Rez. von Hugh Plommer, in: Classical Review 33, 1983, S. 91–92, (online).
- Silver Coins of Samos. Athlone Press, London 1966. – Teilveröffentlichung der Dissertation; Rez. von Hugh Plommer, in: Classical Review 17, 1967, S. 212–214, (online); L. Lacroix, in: Revue belge de philologie et d'histoire 45, 1967, S. 497–500, (online).
- The noble lie and the politics of reaction. Inaugural lecture in the chair of Greek language and literature at the University of London, Kings College, June 5th, 1972. University of London, King’s College, London 1974.
- mit Patricia E. Easterling: Hesiod. In: P. E. Easterling, Bernard M. W. Knox (Hrsg.), The Cambridge History of Classical Literature. Volume 1: Greek Literature. Cambridge University Press, Cambridge 1985, S. 92–105, (online).
- mit Patricia E. Easterling: The epic tradition after Homer and Hesiod: The cyclic epics. Ibidem, S. 106–116.
- mit Patricia E. Easterling: Elegy and Iambus: Early Greek Elegy: Callinus, Tyrtaeus, Mimnermus. Ibidem, S. 117–164.

Artikel
- The sixth–century tyranny at Samos. In: The Classical Quarterly 14, 1964, S. 210–229, (online).
- The Fifth–Century Diskoboloi of Kos. In: C. M. Kraay, G. K. Jenkins (Hrsg.), Essays in Greek Coinage Presented to Stanley Robinson. Oxford 1968, S. 75–89.
- Ibycus: To Polycrates. In: Bulletin of the Institute of Classical Studies 16, 1969, S. 119–149.
- New light on old walls. The murals of the Theseion. In: Journal of Hellenic Studies 92, 1972, S. 20–45.
- The fifth–century horoi of Aigina. In: Journal of Hellenic Studies 103, 1983, S. 1–12.
- Ibycus: Gorgias and other poems. In: Bulletin of the Institute of Classical Studies 31, 1984, S. 13–24.
- The Silver Coins of Samos. In: G. Le Rider et al. (Hrsg.), Kraay–Mørkholm Essays. Numismatic Studies in Memory of C. M. Kraay and O. Mørkholm. Louvain-la-Neuve, 1989, S. 9–22.
- mit Clare Brown: Constantinople and Canterbury: contact and collaboration. In: Lambeth Palace Library (Hrsg.): The Greek manuscript collection of Lambeth Palace Library. Lambeth Palace Library, London 2006. – (Siehe auch: The Hellenic Institute, Royal Holloway: A Catalogue of the Greek Manuscript Collection of Lambeth Palace Library).

Sonstiges
- Scunthorpe Museum and Art Gallery. Normanby Hall Gallery (Hrsg.): The curious world of Charles Uppleby. An exhibition of watercolours by Charles Uppleby, Esquire, of Barrow Hall 1779–1853, at Normanby Hall Gallery summer & autumn 1970. Descriptive and explanatory notes by John & Caroline Barron. (By kind permission of the owners, Mr. & Mrs. John Barron). Scunthorpe Corp., Scunthorpe 1970.
- mit Alexandra Moore: City of London Churches. A Walker's Guide. Illustrated by Gerrard Prue. Barron & Moore, 1998, ISBN 0-9532798-0-4.
- The St George’s Hours. In: Bodleian Library Record 20.1-2, April-October 2007.
- From Samos to Soho. The Unorthodox Life of Joseph Georgirenes, a Greek Archbishop. Peter Lang, Oxford 2017.